# Thảm sát nhạc hội Re'im
Ngày 07 tháng 10 năm 2023, nhóm thánh chiến Hồi Giáo Hamas phát động một cuộc xâm lược vào Israel từ Dải Gaza, giết hại 364 thường dân, làm bị thương một số lượng lớn thường dân khác, và bắt ít nhất 40 con tin tại đại nhạc hội ngoài trời "Supernova Sukkot Gathering", khi đám đông đang mừng Lễ Lều Tạm gần khu vực Re'im. Vụ giết người hàng loạt này là một phần của chuỗi tấn công của Hamas vào ngày 07 tháng 10, bao gồm các vụ tấn công vào dân thường Israel tại Netiv HaAsara, Be'eri, Kfar Aza, Nir Oz, Holit, và là nguyên nhân của cuộc chiến tranh 2023 giữa Israel và Hamas.
Khoảng 6 giờ 30 phút sáng, người dân Israel nhìn thấy tên lửa lao tới từ phía Gaza. Vào khoảng 7 giờ sáng, còi báo không kích rền vang, dòng người dự lễ hội nhận ra rằng họ phải nhanh chóng tìm gấp nơi trú ẩn. Sau đó, các tay súng Hamas tràn vào khu vực trên các xe mô tô, xe bán tải và dù lượn gắn động cơ. Các tay súng này bao vây khu vực lễ hội và xả súng thẳng vào người dân dự lễ, kể cả những người tại đó lẫn những người xung quanh cố chạy khỏi vụ tấn công. Những người may mắn trốn thoát sau đó cũng bị truy lùng và giết hại trong các hầm trú bom, bụi cây, hoặc tòa nhà gần đó. Những ai chạy ra được đường lớn cũng bị kẹt lại vì Hamas cũng xả súng vào các phương tiện di chuyển trên đường gây kẹt xe diện rộng. Những người bị thương trên đường không chạy được phải bò lết ra khỏi đám xả súng sau đó cũng bị các tay súng Hamas truy diệt.
Các chi tiết về vị trí giam giữ và tình trạng của các con tin vẫn chưa được công bố ra công chúng. Vụ thảm sát tại Re'im là vụ tấn công khủng bố lớn nhất, và cũng là vụ giết hại nhiều thường dân nhất  trong lịch sử Israel.

## Các hoạt động lễ hội trước vụ thảm sát
Supernova Sukkot Gathering là một lễ hội âm nhạc dài một tuần lễ bắt đầu vào ngày 6 tháng 10 năm 2023, được tổ chức bởi Nova (còn được gọi là Tribe of Nova).. Nhạc hội này lẽ ra có thể diễn ra an toàn ở phía Nam Israel, nhưng sau đó ban tổ chức gặp vấn đề về khâu chuẩn bị nên chỉ hai ngày trước cuộc thảm sát, họ quyết định dời vị trí tổ chức về phía tây sa mạc Negev, khoảng 5 km tính từ biên giới Gaza-Israel, gần Re'im. Lịch trình của nhạc hội trùng với hai ngày lễ lớn của người Do Thái là Lễ Trại Tạm và Lễ Mừng Kinh Thánh Torah.
Có khoảng 3500 người Israel khắp nơi đổ về lễ hội với mục đích tôn vinh "tình bạn, tình yêu và tự do vô tận", đa số họ có tuổi đời từ 20-40. Trước số lượng người lớn như vậy, cảnh sát địa phương đã được điều động tới để cùng lực lượng bảo vệ đảm bảo an ninh.

## Cuộc tấn công của Hamas
Đại nhạc hội là một trong những mục tiêu đầu tiên của các tay súng Hamas vào sáng mồng 7 tháng 10 năm 2023. Các lực lượng điều tra của Israel nhận định rằng Hamas không hề có ý định tấn công đại nhạc hội từ trước, mà chỉ là tấn công ngẫu nhiên vì thấy đông người, bởi vì nhạc hội này theo kế hoạch ban đầu chỉ kéo dài tới thứ Sáu ngày 6 tháng 10, và việc ban tổ chức quyết định mở thêm một ngày thứ Bảy (7 tháng 10) chỉ được thông cáo báo chí vào tứ Tư tuần trước diễn ra sự kiện. Một chứng nhân cho biết sau khi cắt đường dây điện, một nhóm khoảng 50 tay súng Hamas ào đến trên các xe van và bắn liên tục vào mọi hướng, sau đó khoảng 6 giờ 30, một vài tay súng khác bay tới bằng dù lượn và cũng bắt đầu xả súng.
Đám đông lập tức nhận ra mối nguy, họ hoảng loạn chạy trốn, Hamas không buông tha và tiếp tục truy đuổi họ bằng xe jeep, một số tay súng khác chặn đường ngăn không cho đám đông trốn chạy. Địa hình xung quanh nhạc hội quá trống trải và ít nơi để trú ẩn, dân thường bất lực chạy trốn vào các bụi cây ven đường, nhưng sau đó Hamas cũng truy lùng tới cùng và tàn sát họ. Trong số đó chỉ số ít người may mắn thoát chết sau khi trốn vào các tòa nhà. Vụ thảm sát diễn ra giữa tiếng rền còi báo động không kích, vì lực lượng Hamas ở Gaza lúc đó cũng đồng thời phóng hàng trăm tên lửa vào Israel. Xe cộ cháy nổ khắp mọi nơi trên đường.
Trong số những người dự nhạc hội bị Hamas bắt, những người may mắn sống được thì bị bắt về Gaza làm con tin. Hamas đã tung video về cảnh bắt con tin lên mạng xã hội. Trong số đó có cả những người nước ngoài mang quốc tịch Đức, Anh, Brazil...
Không chỉ dừng ở thảm sát, các tay súng Hamas còn hãm hiếp, sau đó giết luôn các nữ du khách đến đại nhạc hội. Thậm chí có người còn bị hãm hiếp tập thể. Người đó sau đó cũng bị giết. Theo báo Haaretz, các nhân viên cơ quan ứng cứu ZAKA đã thấy nhiều phụ nữ ở hiện trường bị Hamas lột hết áo quần, cắt bỏ bộ phận sinh dục, số khác thì bị xích phần thân dưới.

## Thiệt hại về nhân mạng
Các hình ảnh chụp được từ hiện trường vụ thảm sát cho thấy hàng chục thi thể nằm lại trên hiện trường, một vài trong số đó đã bị Hamas thiêu. Cơ quan hỗ trợ cấp cứu tình nguyện ZAKA của Israel cho biết họ đếm được ít nhất 260 thi thể nằm la liệt trong khuôn viên nhạc hội.
Vào ngày 17 tháng 11, cảnh sát địa phương đưa ra con số cuối cùng là 364 người bị giết hại, trong đó có 17 cảnh sát. Ban tổ chức nhạc hội cũng đều đã chết trong cuộc thảm sát này. Ngoài ra, 40 người đã bị bắt cóc mang qua Gaza.

## Các cuộc điều tra
Ngày 14 tháng 10, 2023, chính phủ Đức xác nhận 8 công dân của họ đang bị giam giữ tại Gaza và mở một cuộc điều tra với đối tượng chủ thể là các tay súng Hamas, với các tội danh "hoạt động cho tổ chức khủng bố nước ngoài, bắt giữ con tin và giết người".
Theo các báo cáo công chúng vào ngày 17 tháng 11, cảnh sát sau khi điều tra và thẩm vấn, xác nhận là Hamas không tổ chức cuộc thảm sát từ đầu, mà chỉ vô tình đi ngang qua và nổ súng.

## Phản ứng và dư luận
Hamas lúc đầu thông báo là những tay súng của tổ chức này giết thường dân vì nghĩ các nạn nhân là "những người lính Israel", nhưng sau đó Hamas thay đổi thái độ và đổ lỗi cho người dân Gaza, rằng vụ thảm sát là do thường dân Gaza gây ra sau khi Hamas chiếm được khu vực. Sau đó, Hamas lại đổi ý và tuyên bố rằng không có cuộc thảm sát nào diễn ra ở nhạc hội trên.
Về phía chính quyền Palestine (PA), chính quyền này đã gửi điện tới các chính phủ khác, và cả Liên Hợp Quốc để phủ nhận việc Hamas đã thảm sát dân thường Israel. Chính quyền Palestine tuyên bố rằng chính các máy bay trực thăng của Israel đã đánh bom thường dân của họ.
Phẫn nộ trước cuộc thảm sát, Israel tuyên chiến chính thức với Hamas, cuộc chiến bắt đầu bằng Chiến dịch Gươm Sắt.